# Giuliano Robbiani
Giuliano Robbiani (* 2. Juni 1935 in Lugano) ist ein ehemaliger Schweizer Fussballspieler.

## Karriere
Robbiani gehörte 17-jährig der Ersten Mannschaft des FC Lugano als Stürmer von 1952 bis 1957 an. Am Ende seiner Premierensaison stieg er mit seiner Mannschaft in die Nationalliga B ab, aus der er mit ihr als Meister in die Nationalliga A zurückkehrte.
Nach Zürich gelangt, spielte er für den dort ansässigen Grasshopper Club Zürich von 1957 bis 1961, anschliessend bis 1964 für Servette Genf. Mit dem Verein gewann er 1962 die Meisterschaft und nahm aufgrund der gewonnenen Meisterschaft aus der Vorsaison, als er dem Verein noch nicht angehörte, erstmals am Wettbewerb um den Europapokal der Landesmeister teil. Seinen ersten Auftritt auf europäischer Vereinsebene schloss er am 6. September 1961 beim 5:0-Sieg über den maltesischen Meister Hibernians FC mit zwei Toren ab. Im Rückspiel am 20. September 1961, beim 2:1-Sieg trug er mit einem Tor zu diesem bei. Ein weiteres gelang ihm am 5. November 1961 im Achtelfinalhinspiel beim 4:3-Sieg über Dukla Prag, der im Rückspiel jedoch mit 2:0 gewann und ins Viertelfinale einzog. Im Wettbewerb um den International Football Cup, auch als Rappan-Pokal geläufig, wurde er einzig am 22. August 1962 im Viertelfinalrückspiel bei der 0:6-Niederlage beim Tatabányai Bányász Sport Club eingesetzt.
Seine Spielerkarriere liess er bei Urania Genève Sport ausklingen. Für den Verein spielte er zunächst in der Saison 1964/65 in der Nationalliga B; aus dieser als Meister hervorgegangen, spielte er anschliessend eine Saison lang in der Nationalliga A, aus der sein Verein als Letztplatzierter abstieg.

## Erfolge
FC Lugano
- Meister Nationalliga B 1954 und Aufstieg in die Nationalliga A

Grasshopper Club Zürich
- Torschützenkönig Nationalliga A 1961 (mit 27 Toren)

Servette Genf
- Schweizer Meister 1962

Urania Genève Sport
- Meister Nationalliga B 1965 und Aufstieg in die Nationalliga A

## Anmerkung / Einzelnachweise
1. ↑  Saison 1952/53 und 1953/54 ausgenommen!
Belegt sind seine Einsätze am 19. April 1953 (19. Spieltag) > 2:0-Heimsieg über den FC Zürich und am 21. Mai 1953 (15. Spieltag; nachgeholt) > 1:4-Auswärtsniederlage gegen BSC Young Boys
2. ↑  Spielpaarung auf transfermarkt.de

| Personendaten    | Personendaten             |
| ---------------- | ------------------------- |
| NAME             | Robbiani, Giuliano        |
| KURZBESCHREIBUNG | Schweizer Fussballspieler |
| GEBURTSDATUM     | 2. Juni 1935              |
| GEBURTSORT       | Lugano                    |